# Saxa Rubra
Pour les articles homonymes, voir Saxa et Rubra.
Saxa Rubra est une frazione de Rome (Italie), située dans la zone Grottarossa, sur le territoire du Municipio Roma XV (ancien Municipio XX). 
Elle est située au nord, le long de la Via Flaminia, à l'intérieur du Grand contournement de Rome. 
Le nom latin Saxa Rubra (« pierres rouges »), est dû à la présence de tuf rouge dans la région. 
La bataille du Crémère (477 av. J.-C.) a eu lieu dans les environs, et la bataille du pont Milvius (312) y a commencé. 
Le Centre de radiodiffusion Biagio Agnes de la Rai est situé à Saxa Rubra.

## Transports
La frazione est desservie par les stations de trains Saxa Rubra et Centro Rai.

## Crédit d'auteurs
- (it) Cet article est partiellement ou en totalité issu de l’article de Wikipédia en italien intitulé « Saxa Rubra » (voir la liste des auteurs).